# Godtfred Holmvang
Godtfred Holmvang (ur. 7 października 1917 w Bærum, zm. 19 lutego 2006 w Vancouver w Kanadzie) – norweski sportowiec, który specjalizował się w wielobojach lekkoatletycznych oraz narciarstwie.
W rywalizacji dziesięcioboistów wziął udział w igrzyskach olimpijskich w Londynie (1948) zajmując ostatecznie 10. miejsce. W 1946 roku został pierwszym po II wojnie światowej mistrzem Europy w wieloboju lekkoatletycznym. Dwukrotnie poprawiał rekord Norwegii w dziesięcioboju, był też mistrzem kraju w tej konkurencji (w 1939, 1946 oraz 1948) oraz w biegu na 110 m przez płotki (w 1946). Uprawiał także narciarstwo. W 1946 otrzymał nagrodę Egebergs Ærespris. Po zakończeniu kariery ukończył studia prawnicze w Oslo, kształcił się w Londynie oraz na Harvardzie. Pracował w ONZ, gdzie zajmował się prawem morskim. Później zamieszkał w Kanadzie, gdzie pracował jako doradca prawny w sprawach przemysłu morskiego. Rekord życiowy: dziesięciobój – 6566 pkt (24 sierpnia 1946, Oslo).